# Pachomi Serb
Pachomi Serb (Logofet) (russisch Пахомий Серб (Логофет); * ?, † nach 1484) war im 15. Jahrhundert ein Biograph und Hagiograph der russischen Aristokratie und des Klerus in der Region um Nowgorod und Moskau. Er war zudem Verfasser von Lobpreisungen und Legenden (Viten), kanonischer und amtlicher Schriften und Schriftsteller. Zu seinen Werken zählen etwa zehn oder elf Biografien von Persönlichkeiten des Adels und des Klerus. Weiterhin verfasste Serb etwa 21 kanonische und etwa 40 amtliche Schriften. Er bediente sich der kirchenslawisch-liturgischen Stilform.
- Siehe auch Stufenbuch